# Rhayader Castle
Rhayader Castle är ett slott i Storbritannien.   Det ligger i kommunen Powys och riksdelen Wales, i den södra delen av landet, 250 km väster om huvudstaden London. Rhayader Castle ligger 211 meter över havet.
Terrängen runt Rhayader Castle är huvudsakligen kuperad, men åt nordost är den platt. Rhayader Castle ligger nere i en dal. Runt Rhayader Castle är det ganska tätbefolkat, med 60 invånare per kvadratkilometer. Närmaste större samhälle är Llandrindod Wells, 11,3 km sydost om Rhayader Castle. Trakten runt Rhayader Castle består i huvudsak av gräsmarker.